# Karlskrona centralstation
Karlskrona centralstation er hovedbanegården i Karlskrona, Blekinge län, Blekinge i Sverige. Fra Karlskrona er der forbindelse med Øresundstog til Malmö C og København H over Kristianstad C (Blekinge kustbana) og Hässleholm, samt Göteborg C og Kalmar C (Kust till Kust-banen).
| Foregående station |  | Veolia      |  | Efterfølgende station |
| ------------------ |  | ----------- |  | --------------------- |
| Bergåsamod Malmö C |  | Öresundståg |  | Endestation           |

| Jernbane | Spire Denne jernbaneartikel er en spire som bør udbygges. Du er velkommen til at hjælpe Wikipedia ved at udvide den. |

56°10′00″N 15°35′07″Ø / 56.1668°N 15.5852°Ø